# 남환박물
남환박물(南宦博物)은 1704년(숙종 40) 이형상이 저술한 제주도 지방지로 제주도 및 주변 도서의 자연·역사·산물·풍속·방어 등에 대한 기록이다. 2017년 5월 17일 제주특별자치도의 유형문화재 제34-1호로 지정되었다.

## 지정사유
1714년(숙종 40) 이형상이 저술한 제주도 지방지로 제주도 및 주변 도서의 자연·역사·산물·풍속·방어 등에 대한 기록이다. 이형상은 1702년(숙종 28) 3월, 제주목사로 도임했다가 이듬해 6월 이임하였다.
내용구성은 읍호(邑號)·노정(路程)·해(海)·도(島)·후(候)·지(地)·승(勝) 등 37항목으로 나눠져 있으며, 내용별로 크게 구분하면 첫 번째 7개항은 제주의 명칭 유래 및 자연환경에 관한 것, 두 번째 6개항은 사적·인물·풍속 등에 관한 것, 세 번째 11개항은 제주의 산물과 공헌(貢獻) 등에 관한 것이다. 마지막 부역(賦役)·사(祠)·관방(關防)·봉(峰)·창(倉) 등 13개항은 제주의 방어·부역·행정 기타를 포함하고 있다.
해당 자료는 조선 숙종연간에 제작된 지리지로 그 내용이 충실할 뿐만 아니라, 18세기 초 당시 제주 상황을 알 수 있는 지지(地誌) 가운데 하나로 제주사(濟州史) 연구에 있어 역사적․학술적으로 가치가 높다.

## 같이 보기
- 이형상

## 참고 자료
- 남환박물 - 국가유산청 국가유산포털